# Patrick Tauziac
Patrick Tauziac, dit Le Chinois Vert, né le 18 janvier 1955 à Saïgon (Vietnam), est un pilote de rallye français.

## Biographie
Patrick Tauziac quitte le Vietnam à l'âge de 2 ans pour Madagascar, où il reste 18 ans.
Il fait ensuite quatre années d'études en métropole, avant de suivre sa famille en Côte d'Ivoire en 1980.
Il commence le sport automobile en 1983, terminant 6e du Rallye du Bandama en 1984 sur Mitsubishi Colt (et 1er du Groupe A).
Son premier sponsor est le Mitsubishi CFAO, dès 1985. Il restera fidèle à la marque jusqu'à la fin de sa carrière en 1997.
De 1984 à 1992, il participe aux neuf éditions du Rallye du Bandama organisées dans le cadre du WRC. Il compte une victoire en WRC, pour 4 podiums, 2 victoires d'étapes, et 78 points marqués grâce à cette seule épreuve.

## Palmarès

### Titres
- Septuple champion de Côte d'Ivoire, en 1987, 1988, 1989, 1990, 1991, 1993 et 1997
- Vice-champion de Côte d'Ivoire en 1992

### Rallye du Bandama
- Vainqueur du 22e Rallye Viking Côte d'Ivoire Bandama en 1990, sur Mitsubishi Galant VR-4 (copilote Claude Papin)

- 2e en 1989, 1993 et 1996, toujours sur Mitsubishi, avec C. Papin
- 3e en 1988

### En WRC
- Podiums en WRC pour Mitsubishi en 1988, 1990 et 1991.

### Autres victoires, en championnat de Côte d'Ivoire (10)
- Rallye de la Pentecôte : 1990, 1991, 1992, 1993 et 1994

- Rallye de la Boucle du Cacao : 1988 et 1992

- Rallye de Gagnoa : 1991 et 1992

- Rallye de la Comoé : 1992

## Récompenses
- 1997 : Ordre du mérite sportif ivoirien.